# الفأس التاريخية

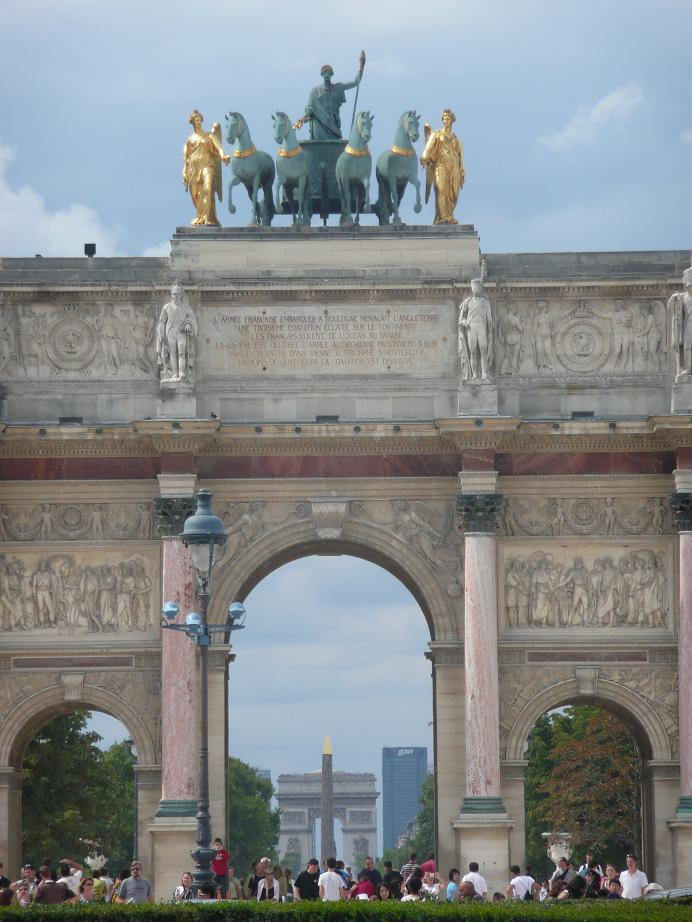
قوس النصر دو كاروسيل ، مسلة ساحة الكونكورد ، قوس النصر دو ليتوال ، القوس الكبير لاديفانس ، من نفس المنظور.

 تاريخ الفأس، (المحور التاريخي) هو خط من المعالم والمباني والشوارع يمتد من وسط باريس، فرنسا، إلى الغرب. يُعرف أيضًا باسم (طريق النصر).
بدأ الفأس التاريخية بإنشاء شارع الشانزليزيه، المصمم في القرن السابع عشر لإنشاء مشهد إلى الغرب، ممتدًا المحور المركزي للحدائق إلى القصر الملكي في التويلري.اليوم لا تزال حدائق التويلري. محافظة على مسارها المركزي الواسع على الرغم من إحراق القصر خلال كومونة باريس1871.
بين حدائق التويلري وامتداد الشانزليزيه، بقيت مجموعة من المباني في موقع بلاس دي لا كونكورد حتى وقت مبكر من عهد لويس الخامس عشر، الذي سميت الساحة باسمه في البداية.ثم يمكن فتح محور الحديقة من خلال بوابة كبيرة إلى الساحة الملكية الجديدة.
إلى الشرق، واجه قصر التويلري ساحة مفتوحة، ساحة دو كاروسيل.هناك، بأمر من نابليون، كان قوس النصر دو كاروسيل متمركزًا في القصر (وهكذا على نفس الخط المحوري الذي كان يتطور خارج القصر).بدأت الخطط طويلة الأمد لربط ساحة مدخل «اللوفر دير» كما كان يُطلق على القصر المهجور، بمحكمة التويلري، من خلال كنس المباني المتداخلة، ثمارها في أوائل القرن التاسع عشر. وبالتالي، فإن المحور الأقدم الممتد من فناء متحف اللوفر ينحرف قليلاً إلى بقية ما أصبح الفأس التاريخية ، لكن قوس كاروسيل ، عند نقطة الارتكاز بين الاثنين، يعمل على إخفاء الانقطاع.
إلى الغرب، شكل الانتهاء من قوس النصر في عام1836 في ساحة دي ليتوال في الطرف الغربي من الشانزليزيه النقطة البعيدة لخط المنظور هذا، والذي يبدأ الآن عند تمثال الفروسية لويس الرابع عشر الذي تم وضعه بواسطة
ماي باي المجاور له بيراميد اللوفر في كور نابليون في متحف اللوفر.
تم تمديد المحور مرة أخرى غربًا على طول شارع الجيش العظيم، بعد حدود مدينة باريس إلى لا ديفانس.كان هذا في الأصل تقاطعًا كبيرًا.سُمي على اسم تمثال يخلد ذكرى دفاع باريس في الحرب الفرنسية البروسية.
في الخمسينيات من القرن الماضي، تم تحديد المنطقة المحيطة لا ديفانس لتصبح منطقة أعمال جديدة، وتم بناء مباني المكاتب الشاهقة على طول الطريق. وجد المحور نفسه ممتدًا مرة أخرى، بمشاريع طموحة للأطراف الغربية من الساحة الحديثة.
لم يكن حتى الثمانينيات، في عهد الرئيس فرانسوا ميتران، أن بدأ مشروع، بنسخة حديثة من القرن العشرين من قوس النصر. هذا هو عمل المهندس المعماري الدنماركي يوهان أوتو فون سبريكيلسن القوس الكبير للإخوان (المعروف أيضًا باسم القوس العظيم أو ارش الدفاع)، وهو نصب تذكاري للإنسانية والمثل الإنسانية بدلاً من الانتصارات العسكرية. تم افتتاحه في عام 1989.

منعت شبكة خطوط السكك الحديدية وأنفاق الطرق الواقعة أسفل ساحة لاديفانس المرتفعة الأعمدة الداعمة للقوس من أن تكون متماشية تمامًا مع المحور: فهي خارج الخط قليلاً، مما يؤدي إلى ثني المحور إذا تم تمديده إلى الغرب. من سطح غراند آرش، يمكن رؤية المحور الثاني: يقع جولة مونبارناس خلف برج إيفل تمامًا. يوسع مشروع سين ارش المحور التاريخي إلى الغرب عبر مدينة نانتير، ولكن مع منحنى طفيف.

## صالة عرض

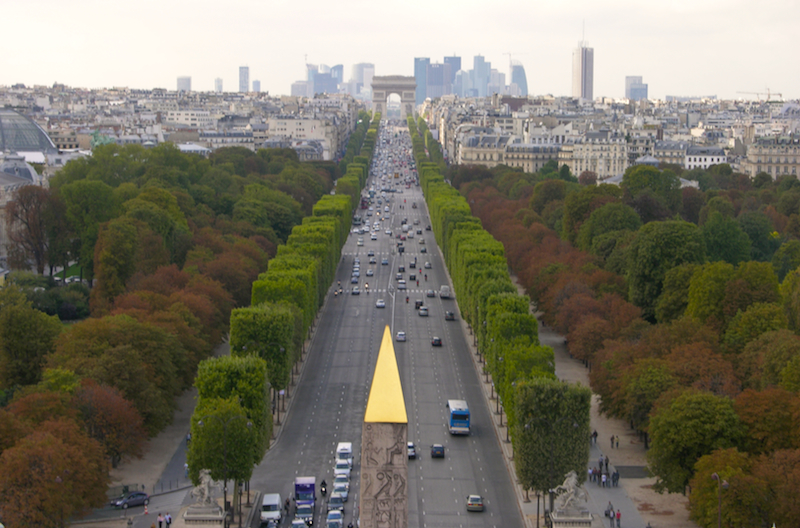
تاريخ الفأس ينظر إلى الغرب من ساحة الكونكورد
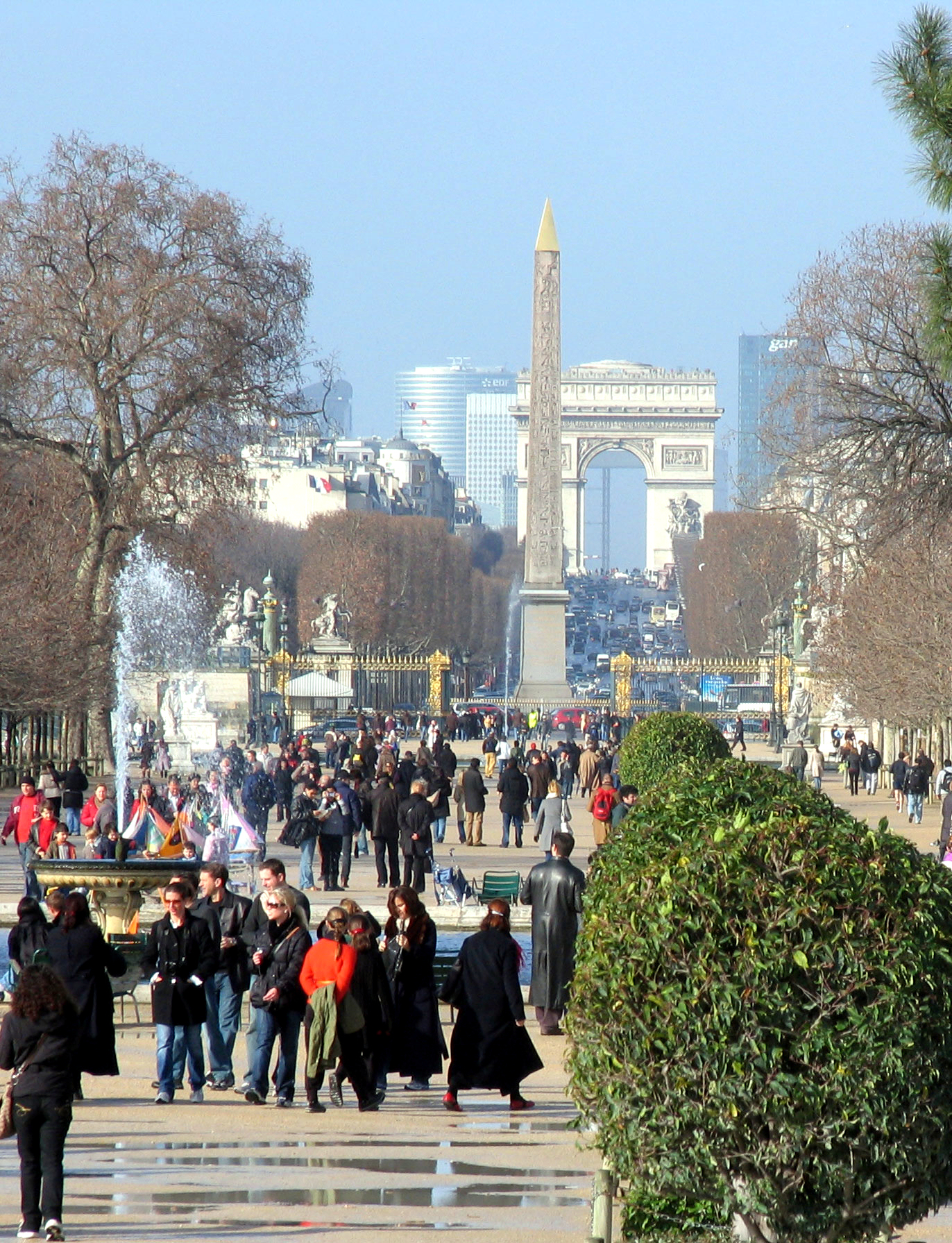
تاريخ الفأس الذي شوهد من حدائق التويلري .
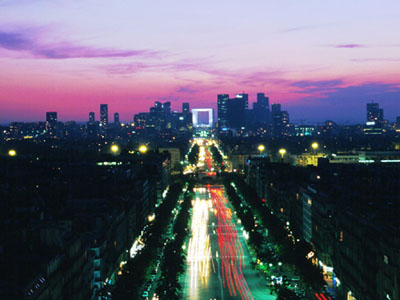
القوس الكبير يُرى من قوس النصر على تاريخ الفأس .
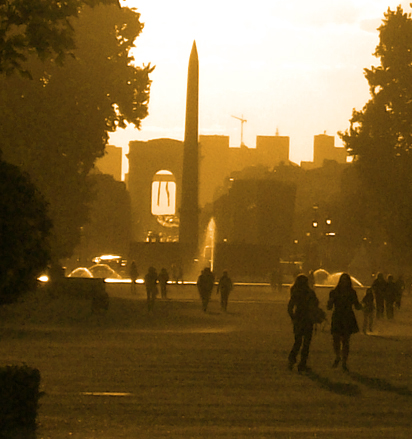
منظر من التويلري باتجاه قوس النصر.
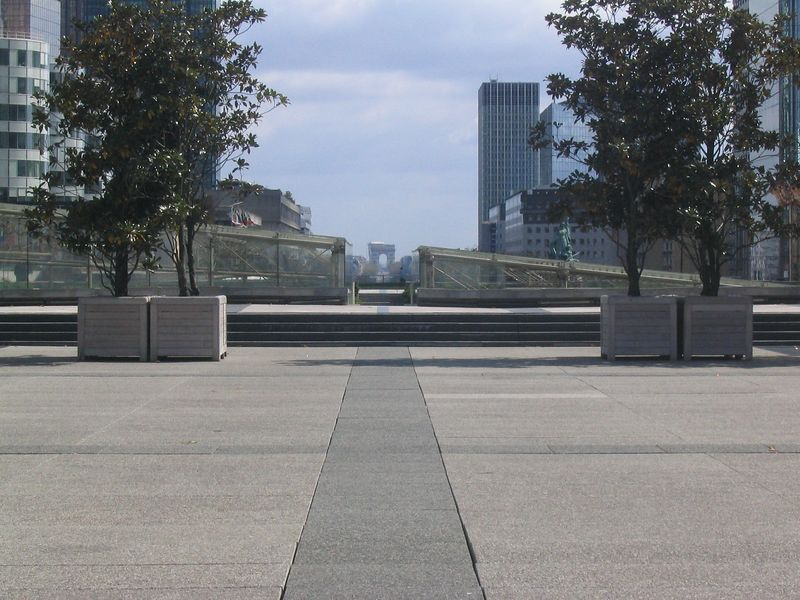
قوس النصر من La Défense على بعد 5 كم (3 ميل) ، يوضح مدى دقة محاذاة المحور.
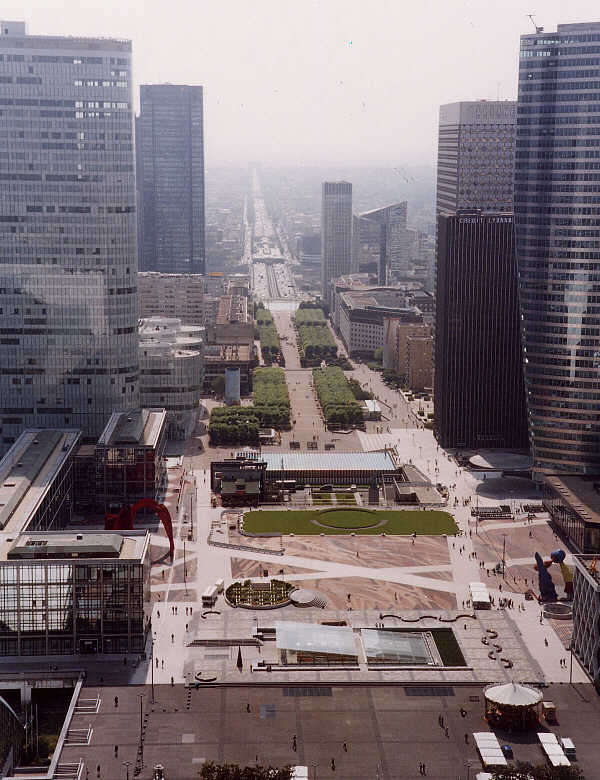
من سطح القوس الكبير ، مروراً بناطحات السحاب في لا ديفانس ، أسفل تاريخ الفأس .

## روابط خارجية
- الدخول على موقع greatbuildings.com